# Alcazobas
Alcazobas (en portugués Alcáçovas), también llamada Alcasobas o Alcazovas, es una freguesia portuguesa del municipio de Viana del Alentejo con 268,13 km² de superficie y 2088 habitantes (2001). La densidad de población es de 7,8 hab/km². Fue escenario de la firma del tratado de Alcazobas-Toledo, el 4 de septiembre de 1479.

## Personalidades ilustres
- Señores de Alcasobas y condes de Alcasobas

## Gastronomía
Alcasobas es la capital del dulce conventual y palaciego, destacando: Bollo Real, Bollo Conde de Alcasoba, Amores de Viana y Sardinas Albardadas.